# 那覇駐屯地
那覇駐屯地（なはちゅうとんち、JGSDF Camp Naha）は、沖縄県那覇市字鏡水679に所在し第15旅団司令部等が駐屯する陸上自衛隊の駐屯地である。特定重要施設と認められることから、特別注視区域として指定されている。

## 概要
那覇空港に隣接(敷地外)しており、第15ヘリコプター隊は航空自衛隊那覇基地の滑走路を使用するため、庁舎および機体を那覇基地内に置いている。また、那覇空港内に所在する自衛隊那覇病院が航空自衛隊から陸上自衛隊に移管されたことに伴い南那覇駐屯地が開設している。最寄りの訓練場は浮原島訓練場、那覇訓練場、沖縄訓練場。駐屯地司令は、第15旅団副旅団長が兼務。隷属する分屯地に白川分屯地・南与座分屯地・八重瀬分屯地・勝連分屯地・知念分屯地がある。

## 沿革
陸上自衛隊健軍駐屯地那覇分屯地
- 1972年（昭和47年）
  - 5月15日：沖縄返還と同時に熊本県健軍駐屯地の那覇分屯地として開設[2]。
  - 10月5日：臨時第1混成群が北熊本駐屯地から移駐。

陸上自衛隊那覇駐屯地
- 1972年（昭和47年）
  - 10月11日：那覇駐屯地が新設[3]。
  - 11月21日：臨時第101飛行隊が健軍駐屯地から移駐。第101飛行隊に改編。
- 1973年（昭和48年）
  - 4月13日：

  1. 与座分屯地が開設[4]され、第6高射特科群本部、本部管理中隊、第306高射搬送通信中隊、第107高射直接支援隊が駐屯開始。
  2. 知念分屯地が開設[4]され、第6高射特科群第325高射中隊が駐屯開始。

  - 4月16日：南与座分屯地が開設[4]され、第6高射特科群第326高射中隊が駐屯開始。
  - 5月1日：

  1. コザ分屯地が開設[4]され、第6高射特科群第323高射中隊が駐屯開始。
  2. 勝連分屯地が開設[4]され、第6高射特科群第324高射中隊が駐屯開始。

  - 10月16日：第1混成団が発足。
- 1974年（昭和49年）4月11日：コザ分屯地が白川分屯地に改称[5]。
- 2006年（平成18年）1月1日：与座分屯地が八重瀬分屯地に改称。
- 2010年（平成22年）3月26日：第1混成団を第15旅団に改編。

1. 第51普通科連隊、第15後方支援隊、第15偵察隊、第15通信隊、第15施設中隊を新編。
2. 第101飛行隊を第15飛行隊に改編。
3. 那覇駐屯地業務隊、第322基地通信中隊、第103輸送業務隊を新編。

- 2011年（平成23年）3月：第15司令部付隊化学防護隊を改編し、第15特殊武器防護隊が新編。
- 2013年（平成25年）3月26日：第15飛行隊を第15ヘリコプター隊に改編。
- 2018年（平成30年）3月26日：第103輸送業務隊を廃止（陸上自衛隊中央輸送隊第5方面分遣隊として健軍駐屯地に移駐）。
- 2022年（令和04年）3月17日：

1. 第15施設中隊を第15施設隊に改編[6]。
2. 第301電子戦中隊第2電子戦小隊を那覇駐屯地に配置[7]。

## 駐屯部隊

### 西部方面隊隷下部隊
- 第15旅団
  - 第15旅団司令部
  - 第51普通科連隊
  - 第15ヘリコプター隊（航空自衛隊那覇基地に庁舎、機体が所在[8]）
  - 第15後方支援隊
  - 第15偵察隊
  - 第15通信隊
  - 第15施設隊
  - 第15特殊武器防護隊
  - 第15旅団司令部付隊
  - 第15音楽隊
  - 第101不発弾処理隊
- 西部方面システム通信群
  - 第102基地システム通信大隊
    - 第322基地通信中隊
- 西部方面会計隊
  - 第430会計隊
- 那覇駐屯地業務隊

### 陸上総隊隷下部隊
- 電子作戦隊
  - 第301電子戦中隊
    - 第2電子戦小隊

### 防衛大臣直轄部隊
- 警務隊
  - 西部方面警務隊
    - 第136地区警務隊
- 陸上自衛隊中央輸送隊
  - 第5方面分遣隊
    - 第4端末地業務班
    - 第5端末地業務班

## 最寄の幹線交通
- 一般道：国道58号、国道329号、国道330号、国道331号、国道332号沖縄県道7号奥武山米須線、沖縄県道52号線
- 港湾：那覇港、運天港、金武湾港、中城湾港（重要港湾）
- 飛行場：那覇空港（第二種空港）

## 重要施設
- 石川GT発電所（出力35.3万kW。石油）（うるま市）
- 具志川火力発電所（出力31.2万kW。石炭）（うるま市）
- 金武火力発電所（出力44.0万kW。石炭）（国頭郡金武町）
- 牧港GT発電所（出力16.3万kW。石油）（浦添市）
- 沖縄石油備蓄基地（備蓄施設容量約357万kl）（うるま市）
- 沖縄ターミナル（備蓄施設容量約87万kl）（うるま市）
- 南西石油精製所（原油処理能力は日量10.0万バレル。備蓄施設容量約30万kl）（中頭郡西原町）
- 倉敷ダム・漢那ダム・羽地ダム・福地ダム・新川ダム・安波ダム・辺野喜ダム・普久川ダム等のダム群
- 平良港・石垣港（重要港湾）
- 粟国空港（粟国村）、伊江島空港（伊江村）、久米島空港（久米島町） 、慶良間空港（座間味村） 、北大東空港（北大東村） 、南大東空港（南大東村） 、宮古空港（宮古島市） 、下地島空港（宮古島市） 、多良間空港（多良間村）、石垣空港（石垣市）、波照間空港（竹富町）、与那国空港（与那国町）
- 那覇航空交通管制部（那覇市） （南西諸島空域の航空管制部署）
- 在日米軍や海上自衛隊・航空自衛隊の施設

## 備考
- 駐屯地の占める土地のうち国有地はおよそ2/5に過ぎず、残りの部分は私有地を借用している状態である。このため、年間7億円を超える金額が賃借料として地主に支払われている。
- 2006年10月に米軍から返還された嘉手納弾薬庫地区の東恩納弾薬庫跡地の沖縄訓練場に2008年12月、屋内射撃場が完成した。これにより、小銃射撃訓練等のための転地訓練が不要となった。[要出典]
- 沖縄県内に10式戦車は配備されていないが、駐屯地で行われる陸自祭に持ち込み、展示する準備が進められていたことがある。ただし、中央レベルでは展示には住民感情への配慮が必要とされ、2019年現在実現していない[9]。